# Bujidzi

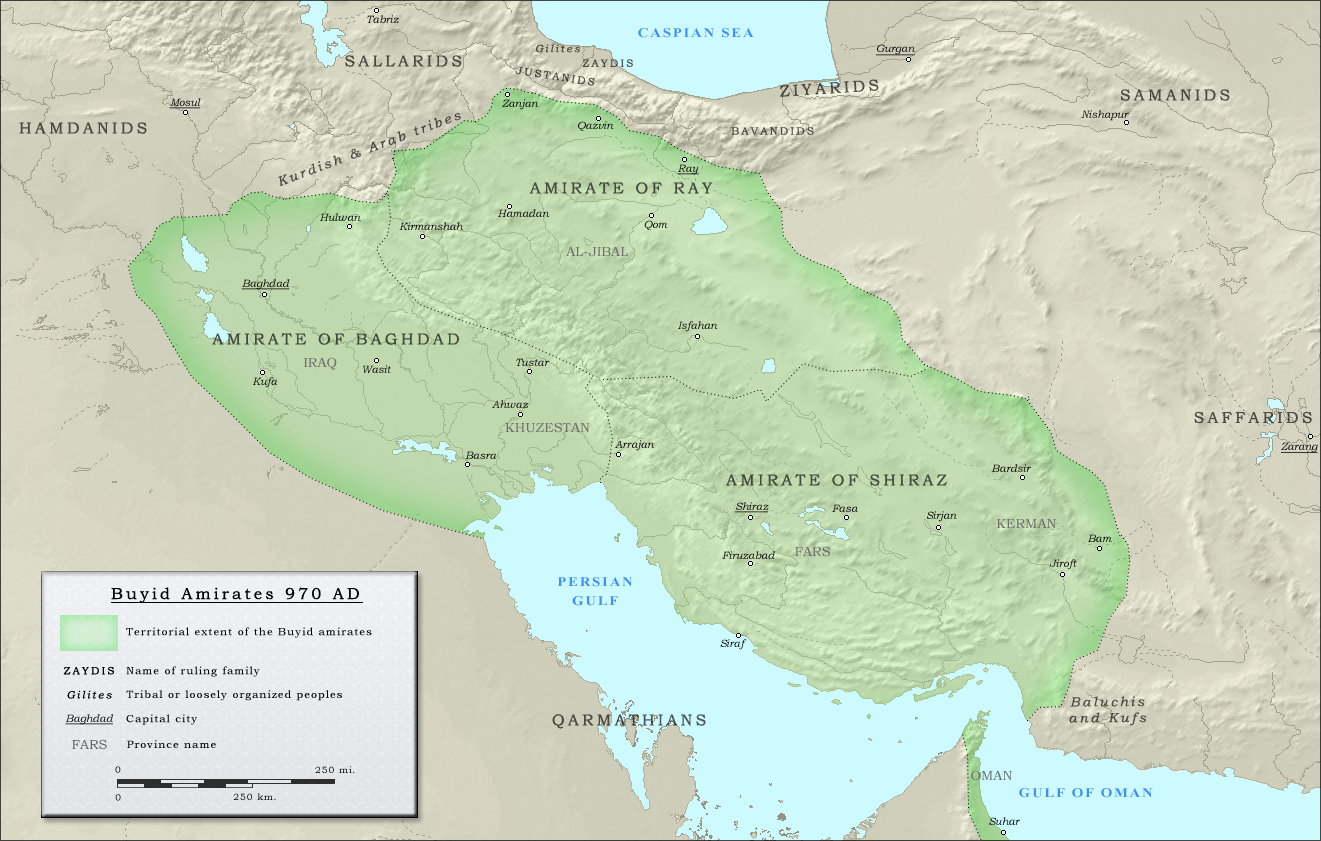
Emiraty Bujidów ok. 970 roku

Bujidzi (pers. ‏آل بویه‎) (albo Bujjidzi, Buwajhidzi) – szyicka dynastia pochodzenia irańskiego, rządząca w zachodnim Iranie i Iraku od lat trzydziestych X wieku do połowy wieku XI.
Dopiero pod koniec IX wieku Arabom udało się podbić niedostępne górskie regiony nad Morzem Kaspijskim, a i wtedy zwierzchność kalifa była raczej jedynie nominalna. Na terenach tych zamieszkiwali m.in. Dajlamici, którzy dopiero w X wieku porzucili zaratusztrianizm i przeszli na islam przyniesiony w te rejony przez Alidów będących zwolennikami zajdyckiej odmiany szyizmu. Jeden z ich przywódców, Mardawidż Ibn Zijar (zm. 935), wyzyskując bitność dajlamickich górali opanował większość północnego Iranu i założył stolicę w Reju. W roku 935 został jednak zabity przez tureckiego ghulama i jego państwo rozpadło się. Jego potomkowie, Zijarydzi, rządzili do roku 1090 w Gurganie i Tabarystanie. Jednak większą część państwa Mardawidża na południe od nadkaspijskich gór opanowali jego dajlamidzcy dowódcy, bracia z rodziny Bujidów. Ali (zm. 949) (znany szerzej pod później otrzymanym tytułem Imad ad-Daula) stał się panem Farsu, Hasan (zm. 976) (Rukn ad-Daula) zajął niemal cały Dżibal, a Ahmad (zm. 967) (Mu'izz ad-Daula) opanował Chuzestan i Kerman. W roku 945 Hasan zajął Bagdad i tym samym Bujidzi objęli protektorat nad kalifatem. Mimo że byli szyitami, nie ustanowili jednak kalifa z rodu Alidów, to bowiem mogłoby oznaczać utratę przez nich władzy. Z tych samych powodów wspierali Abbasydów w walce z ich najgroźniejszymi przeciwnikami, isma'ilickimi Fatymidami.

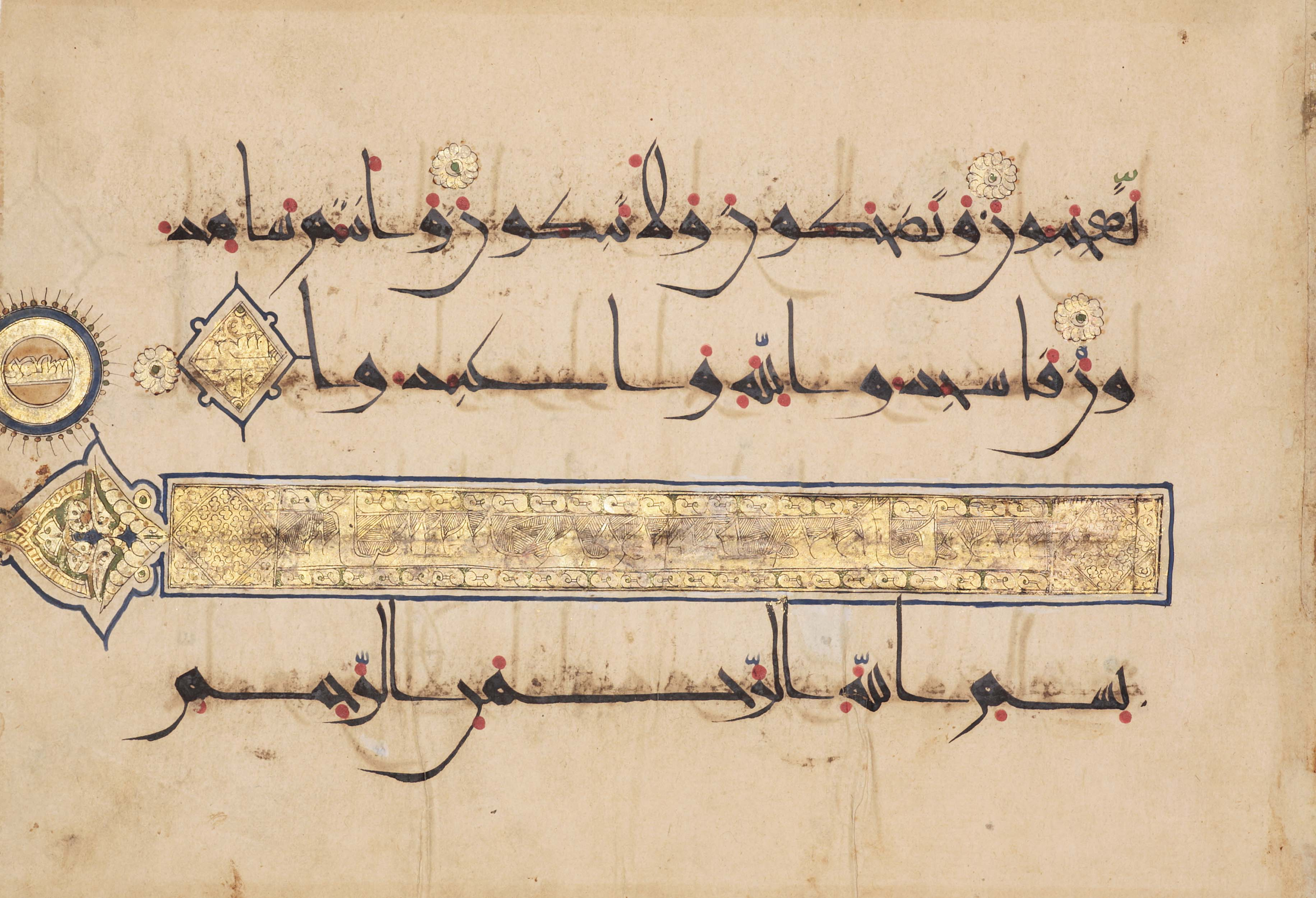
Rękopis Koranu w dukcie tzw. "nowego stylu", przepisany na papierze w Isfahanie w roku 993. Kolekcje Khaliliego

Sprawujący zwierzchnią władzę nad pozostałymi braćmi Ali zmarł bezdzietnie w roku 949 i przekazał Fars synowi Hasana, Adud ad-Dauli (949 – 983). Ten po śmierci swojego ojca w roku 976 pokonał rządzącego w Iraku następcę Ahmada, Izz ad-Daulę (967 – 978) i zmusił swoich braci rządzących w Reju i Isfahanie do podporządkowania się, tym samym jednocząc terytoria Bujidów. Był to szczyt ich potęgi, jednak po śmierci Adud ad-Dauli w roku 983 państwo Bujidów zostało podzielone pomiędzy jego sukcesorów, którzy pogrążyli się w bezustannych walkach pomiędzy sobą. Rej przeżywał okres względnej pomyślności pod rządem odrębnej linii, dopóki w roku 1029 nie zajął go i splądrował Mahmud z Ghazny. W tym samym czasie linia panująca w Isfahanie i Hamadanie musiała walczyć z miejscowymi Kurdami i niegdyś służącym jej dajlamickim rodem Kakujidów, który w latach 20. XI wieku ostatecznie opanował jej terytoria. Jednemu z synów Adud ad-Dauli, Baha ad-Dauli (989 – 1012), udało się w roku 998 zjednoczyć pozostałe terytoria Bujidów, jednak jego władza w Iraku była podkopywana przez miejscowych władców arabskich, a kłopoty sprawiali także Kurdowie. Jego następcy tradycyjnie walczyli pomiędzy sobą, co bardzo osłabiło ich władzę, szczególnie w Iraku. Tymczasem w latach 40. XI wieku w zachodnim Iranie pojawili się Turcy Seldżuccy, którzy po podboju Kakujidów zaczęli zagrażać Bujidom. Wnuk Baha ad-Dauli, Abu Kalidżar (1024 – 1048), któremu w roku 1044 udało się na krótko zjednoczyć terytoria Bujidów, zawarł pokój z Tughril Begiem (1038 – 1063). Jednak po jego śmierci sułtan Seldżuków w roku 1055 zajął Bagdad, zaś w roku 1062 syn Abu Kalidżara utracił władzę w Farsie na rzecz władcy kurdyjskiego związku plemiennego Szabankara, Fadluji (zm. 1071), i tym samym rządy Bujidów dobiegły końca.
Bujidzi ożywili wiele dawnych, czysto irańskich tradycji, przywracając pewne święta, używając często irańskich imion i posługując się tytułem szachinszacha, co było świadectwem ich przywiązania do dziedzictwa Sasanidów, od których wyprowadzali swój fikcyjny rodowód. Nie jest do końca jasne na ile była to kontynuacja nieprzerwanej wśród Dajlamitów tradycji, a na ile świadoma polityka. Ich zasługi w promocji irańskiego piśmiennictwa nie mogą się równać z Samanidami, a wręcz znani są oni bardziej z mecenatu nad literaturą arabską. W dziedzinie kultury główną zasługą Bujidów był mecenat nad imamickimi uczonymi, którzy w ramach tzw. Szkoły Bagdadzkiej stworzyli doktrynalne podstawy tego odłamu szyizmu. "Wiek Bujidów jest erą «Ojców Kościoła» imamizmu".

## Władcy z dynastii Bujidów

### FarsiChuzestan
- Imad ad-Daula (934–949)
- Adud ad-Daula (978–983)
- Szaraf ad-Daula (983–990)
- Samsam ad-Daula (990–998)
- Baha ad-Daula (989–1012)
- Sultan ad-Daula (1012–1021)
- Muszarrif ad-Daula (1021 – 1024)
- Imad ad Daula Abu Kalidżar (1024–1048)
- Al-Malik ar-Rahman (1048–1055)

### Kerman
- Mu'izz ad-Daula (936–949)
- Adud ad-Daula (949–983)
- Samsam ad-Daula (983–998)
- Baha ad-Daula (998–1012)
- Kawwam ad-Daula (1012–1028)
- Imad ad-Din (1028 – 1048)
- Abu Mansur (1048–1056)

### Dżibal
- Imad ad-Daula (932 – 947)
- Rukn ad-Daula (947–977)

### HamadaniIsfahan
- Mu'ajjad ad-Daula (977 – 983)
- Fachr ad-Daula (983 – 997)
- Szams ad-Daula (997 – 1021)

### Rej
- Fachr ad-Daula (977 – 997)
- Madżd ad-Daula (997–1029)